# Сетка Рабица
Се́тка Ра́бица (нем. Rabitzgewebe), се́тка-ра́бица ра́бица — конструкционный материал. Названа по имени немецкого изобретателя Карла Рабица (Carl Rabitz), который, как считается, изобрёл её в 1878 году и описал в своём патенте (№ 3789) на станок для производства металлической сетки (на самом деле в патенте изображена обычная тканая сетка). По другим источникам, плетёную сетку и станок для её производства изобрел Чарльз Бернард (Charles Barnard) из Нориджа (Великобритания) в 1844 году (однако сетка Бернарда — это hexagonal wire netting, шестигранная сетка).
В настоящее время самым ранним задокументированным упоминанием сетки Рабица считается патент США № 124,286, выданный 5 марта 1872 года на имя Петерса (J. W. C. Peters)

## Технология изготовления
Сетка данного типа изготавливается как на несложном станке путём вкручивания одна в другую проволочных спиралей с плоским витком, навиваемых непосредственно на рабочем органе станка, так и на высокопроизводительных сеткоплетельных станках-полуавтоматах, преимущественно немецкого изготовления.
Сырьём для изготовления сетки Рабица служит низкоуглеродистая стальная проволока. Наряду со стальной проволокой без антикоррозионного покрытия используется проволока с полимерным покрытием и оцинкованная. Крайне редко сетку Рабица делают из нержавеющей и алюминиевой проволоки.
Сетку Рабица используют для создания ограждений, просеивания сыпучих материалов, крепления горных выработок в шахтах и в рудниках, при выполнении теплоизоляционных, штукатурных работ, из неё делают клетки и вольеры для животных.
Сетка Рабица подразделяется по форме ячеек на сетку плетёную ромбическую (острый угол ромба около 60°) и сетку плетёную квадратную.
Сетка Рабица поставляется в рулонах. Как правило, высота рулона 1,5 м, а длина рулона 10 м. Но можно заказать у производителя ширину сетки от 1 до 4 м, длину сетки производители обычно делают до 18 м. При производстве сетки на ручных или простых станках, как правило, концы спиралей не загибают. При производстве на сеткоплетельных автоматах в большинстве случаев концы спиралей в рулонах загибаются, соединяясь между собой.
Сетка Рабица может поставляться в обычных рулонах, когда полотно сетки сматывается обычным способом (этот вариант удобен при монтаже сетки), и в компактных рулонах, когда спирали при сматывании входят в тесное соприкосновение и в результате рулон сетки имеет меньший диаметр при той же длине. Торцы рулонов сетки Рабица обёртываются плотной бумагой, мешковиной, искусственной тканью или полиэтиленовой плёнкой.

## Защита от коррозии
Сетка Рабица используется в основном для ограждения территорий и не защищена от дождя и токсичных газов. Поэтому, если сетку Рабица не защитить от воздействия влаги, то она после первого дождя начнет ржаветь. Защищают от коррозии сетку Рабица несколькими способами: покраской, оцинковкой и с помощью полимерного покрытия. Самый распространенный способ защиты сетки Рабица от коррозии — оцинковка. Большинство сеток Рабица «с покрытием» производится из оцинкованной стальной проволоки. Поэтому очень важно количество цинка на оцинкованной проволоке. Большинство заводов в СНГ покрывает проволоку цинком методом горячей оцинковки. При таком методе содержание цинка на проволоке колеблется от 70 до 90 г/м2. Сетка Рабица из такой проволоки не будет ржаветь в течение 20—25 лет. В последнее время, для удешевления производства, в России начали осваивать покрытие проволоки электролитическим методом. При этом можно получить на проволоке порядка 10 г/м2 цинка, что очень мало, но в то же время достаточно, чтобы называть сетку оцинкованной. Сетка, изготовленная из такой проволоки, может начать ржаветь уже через год-два после начала эксплуатации.
Но даже большое количество цинка на сетке Рабица не спасает от коррозии, если сетка Рабица эксплуатируется на побережье солёного моря. В подобной местности рекомендуется использовать сетку Рабица из стальной проволоки, покрытой полимерным покрытием. Некачественное полимерное покрытие имеет свойство выгорать на солнце (обесцвечивается) и трескаться на морозе. Но лучшие производители используют полимерное покрытие, которое не выгорает на солнце и выдерживает до 35 градусов мороза. Для того, чтобы определить качество сетки Рабица с полимерным покрытием, нужно посмотреть на внутреннюю поверхность спирали, из которой сетка изготовлена. Если в этом месте есть царапины или порезы полимерного покрытия, то это означает, что сетка некачественная (в порезы попадает влага и сетка быстро ржавеет под полимерным покрытием) и, скорее всего, через год-два полимерное покрытие полопается на морозе и выгорит на солнце.

## Прочность сетки Рабица
Прочность сетки Рабица напрямую зависит от размера ячейки и диаметра проволоки. Чем меньше ячейка и больше диаметр проволоки (чем больше металла в квадратном метре сетки), тем прочнее плетёная сетка.
Так как основу цены сетки Рабица составляет стоимость проволоки, некоторые производители используют проволоку уменьшенного диаметра и увеличивают размер ячейки по сравнению с заявленными.
Для контроля параметров плетёной сетки достаточно взвесить рулон и сравнить вес квадратного метра сетки с теоретическим. Если разница составляет более 5 %, то с качеством этого рулона не все в порядке. Он может быть короче, меньшей ширины, из более тонкой проволоки или с увеличенной (ослабленной) ячейкой.